# معركة تينارو
معركة تينارو وتسمى أحيانًا معركة نهر إيلو أو معركة جدوّل القاطور، كانت معركة برية بين الجيش الإمبراطوري الياباني وقوات الحلفاء البرية، وقعت في جزيرة غوادالكانال في 21 أغسطس 1942 ضمن حملة المحيط الهادئ خلال الحرب العالمية الثانية. تعتبر المعركة أول هجوم بري ياباني رئيسي خلال حملة غوادالكانال. نجح خلالها مشاة البحرية الأمريكية تحت القيادة العامة للواء الأمريكي ألكسندر فانديغريفت، في صد هجوم «للنسق الأول» من فوج «إيتشيكي» بقيادة العقيد الياباني كيوناو إيتشيكي. كانت قوات مشاة البحرية تدافع عن محيط لونغا الذي يؤمن مطار هندرسون، الذي استولى الحلفاء عليه إبان عمليات الإنزال في غوادالكانال في 7 أغسطس. أُرسلت وحدة إيتشيكي إلى غوادالكانال رداً على إنزال الحلفاء، مع تكلفتها باستعادة المطار وطرد قوات الحلفاء من الجزيرة.
استهانت وحدة إيتشيكي بقدرة قوات الحلفاء في غوادالكانال، والتي بلغّ قوامها آنذاك نحو 11.000 جندي، فشنّت هجومًا جبهويًا ليليًا على مواقع مشاة البحرية في جدول القاطور على الجانب الشرقي من محيط لونغا. كان مراقب السواحل جيكوب فوزا [الإنجليزية] قد حذر الأمريكيين قبيل دقائق من هجوم إيتشيكي الوشيك. نتيجة ذلك، انهزم اليابانيون وتكبدوا خسائر فادحة. ثم هاجمت قوات مشاة البحرية ما تبقى من قوات إيتشيكي بعد بزوغ الفجر، مما أسفر عن مقتل عدد أكبر منهم. قُتل جميع أفراد النسق الأول الرئيسي لفوج إيتشيكي المؤلف من 917 رجل باستثناء 128.
كانت معركة تينارو هي الأولى ضمن ثلاث هجمات برية رئيسة منفصلة شنها اليابانيون خلال حملة غوادالكانال. أدرك اليابانيون بعد تينارو أن قوات الحلفاء في غوادالكانال كانت أكبر بكثير من العدد المقدّر في الأصل وأرسلوا قوات أكبر إلى الجزيرة ضمن محاولاتهم اللاحقة لاستعادة مطار هندرسون.

## خلفية تاريخية
نزلت القوات الأمريكية على جزر غوادالكانال وتولاغي وفلوريدا في جزر سليمان في 7 أغسطس 1942. كان الهدف من عمليات الإنزال على هذه الجزر منع اليابانيين من استخدامها كقواعد لتهديد طرق الإمداد بين الولايات المتحدة وأستراليا ولتأمين الجزر كنقاط انطلاق لحملة يتلخص هدفها النهائي في عزل القاعدة اليابانية الرئيسية في رابول بجانب دعم حملة الحلفاء في غينيا الجديدة. مثلت عمليات الإنزال هذه بداية حملة غوادالكانال التي استمرت ستة أشهر.
حققت قوات الإنزال التابعة للحلفاء أهدافها الأولية المتمثلة في تأمين تولاغي والجزر الصغيرة المجاورة، بعدما أخذت اليابانيين على حين غرة، بالإضافة إلى إنشاء مطار في لونغا بوينت في غوادالكانال بحلول ليلة 8 أغسطس. فوجئت سفن الحلفاء في تلك الليلة أثناء تفريغ الناقلات التي كانت ترافقها بأسطول إمبراطوري مكون من سبع طرادات ومدمرة واحدة بقيادة نائب الأدميرال الياباني غونيشي ميكاوا [الإنجليزية] الذي تمكن من هزيمتها خلال معركة جزيرة سافو. نجم عن ذلك غرق طراد أسترالي واحد وثلاث طرادات أمريكية وتضرر طراد ومدمرتان أمريكيتان أخريان. مما أجبر الأدميرال ريتشموند ك. تيرنر على سحب جميع قوات الحلفاء البحرية المتبقية بحلول مساء يوم 9 أغسطس دون إنزال جميع المعدات الثقيلة والمؤن والقوات من ناقلاتها، على الرغم من إنزال معظم مدفعية الفرق المؤلفة من 32 مدفع هاوتزر عيار 75 ملم و105 ملم. كما أُنزلت حصص تعيين تكفي لخمسة أيام فقط.
انشغل مشاة البحرية على شاطئ غوادالكانال منذ البداية في إقامة محيط دفاعي حول المطار ونقل الإمدادات التي أُنزلّت إلى داخل هذا المحيط واستكمال بناء المطار. نشر اللواء ألكسندر فانديغريفت قواته البالغ عددها 11.000 جندي في غوادالكانال على نطاق واسع حول منطقة لونغا بوينت. في غضون أربعة أيام من الجهد المكثف، نُقلّت الإمدادات من شاطئ الإنزال إلى مستودعات متفرقة داخل هذا النطاق. بدأ العمل على استكمال المطار على الفور غالبًا باستخدام المعدات اليابانية التي أُسرت. أُطلق على المطار اسم «مطار هندرسون» على اسم الرائد لوفتون هندرسون [الإنجليزية] في 12 أغسطس، وهو طيار من مشاة البحرية قُتل في معركة ميدواي. رفع المخزون الياباني المستولى عليه إجمالي إمدادات المؤونة لتكفي طيلة 14 يومًا. وقد سُمح لجنود الحلفاء بوجبتين في اليوم للحفاظ على الإمدادات الغذائية المحدودة.

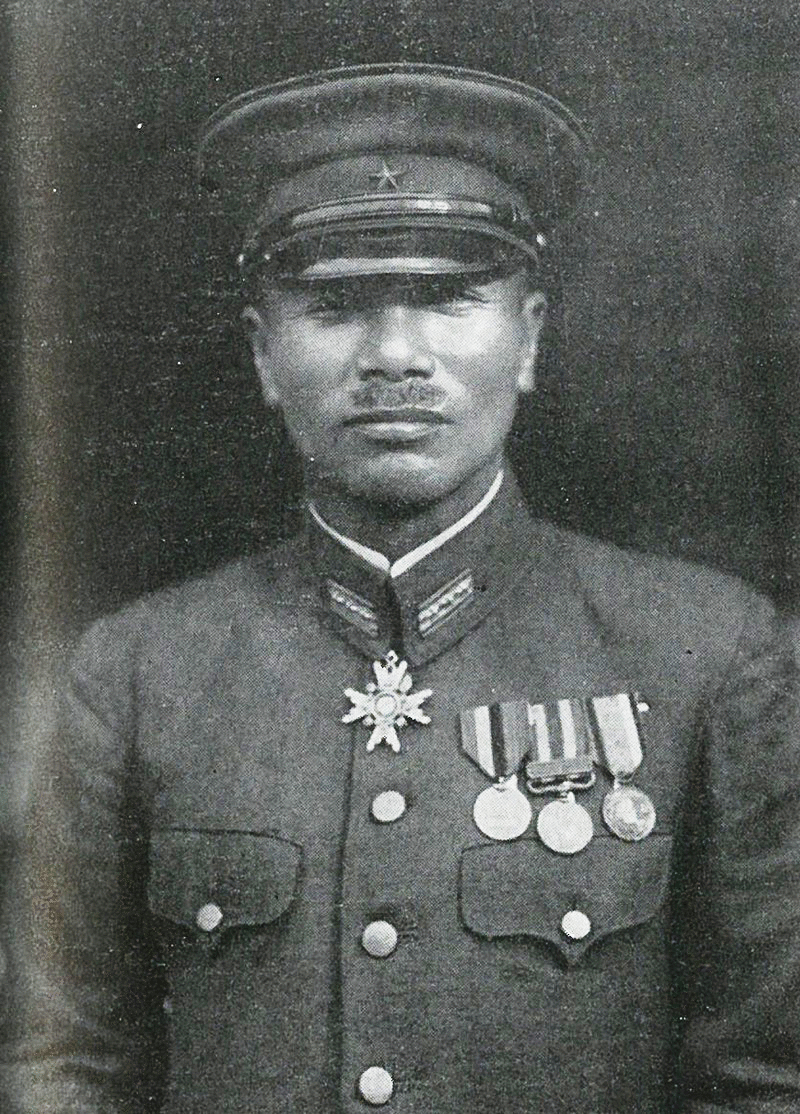
العقيد الياباني كيوناو إيتشيكي، قائد فوج المشاة الثامن والعشرين

كلف المقر العام الإمبراطوري الياباني [الإنجليزية] الجيش السابع عشر [الإنجليزية] التابع للجيش الإمبراطوري الياباني، وهو قيادة بحجم فيلق، يقع مقره في رابول بقيادة اللواء هاروكيتشي هياكوتاكي بمهمة استعادة غوادالكانال من قوات الحلفاء بعد نزولهم هناك. لم يكن لدى الجيش السابع عشر، الذي كان متورطًا حينها بشدة في الحملة اليابانية في غينيا الجديدة، سوى عدد محدود من الوحدات المتاحة لإرسالها إلى منطقة جزر سليمان الجنوبية. من بين هذه الوحدات لواء المشاة الخامس والثلاثون بقيادة اللواء كيوتاكي كاواغوتشي [الإنجليزية] في بالاو وفوج المشاة الرابع (أوبا) في الفلبين وفوج المشاة الثامن والعشرون (إيتشيكي) بقيادة العقيد كيوناو إيتشيكي الذي كان مُبحرًا في طريقه إلى اليابان من غوام. بدأت الوحدات المختلفة بالتحرك نحو غوادالكانال على الفور، لكن فوج إيتشيكي الأقرب وصل أولًا.(4)
كشفّ استطلاع جوي لمواقع مشاة البحرية الأمريكية في غوادالكانال أجراه أحد كبار ضباط الأركان اليابانيين من رابول في 12 أغسطس وجود عدد محدود من القوات الأمريكية في العراء بدون سفن كبيرة في المياه القريبة، مما أقنع المقر الإمبراطوري بأن الحلفاء سحبوا غالبية قواتهم، لكن في الواقع لم تنسحب أي قوات للحلفاء. أصدر هياكوتاكي أوامرًا لوحدة متقدمة قوامها 900 جندي من فوج إيتشيكي بالنزول على غوادالكانال من خلال السفن الحربية السريعة لمهاجمة موقع الحلفاء على الفور وإعادة احتلال منطقة المطار في لونغا بوينت. في حين سيرسل باقي الجنود من فوج إيتشيكي إلى غوادالكانال عن طريق الناقلات على نحو أبطأ لاحقًا. علم العقيد إيتشيكي في القاعدة البحرية اليابانية الرئيسية في ترّك والتي كانت نقطة الانطلاق لإرسال فوجه إلى غوادالكانال، بوجود 2.000 إلى 10.000 جندي أمريكي يسيطرون على رأس جسر بغوادالكانال وقد أُحيط علمًا «بتجنب الهجمات المباشرة».
نقلت ست مدمرات إيتشيكي مع 917 من أفراد الفوج البالغ عددهم 2.300 جندي، هم من شكلوا قوة «النسق الأول» وكان لديهم إمدادات غذائية تكفيهم سبعة أيام إلى تايفو بوينت على بعد حوالي 35 كم (22 ميلاً) شرق لونغا بوينت، في الساعة 01:00 يوم 19 أغسطس.(5) أمر إيتشيكي باستطلاع المواقع الأمريكية وانتظار وصول بقية قواته المعروفة باسم إيتشيكي بوتاي (مفرزة إيتشيكي)، التي كانت ضمن قوات النخبة المخضرمة في المعارك ولكن كما سيتضح أصيبوا بـ«مرض النصر» بشدة ألا وهو الثقة المفرطة نتيجة النجاحات السابقة. كان إيتشيكي واثقًا جدًا من تفوق رجاله لدرجة أنه قرر سحق المدافعين الأمريكيين قبل وصول الغالبية المتبقية من قوته حتى أنه كتب في يومياته «18 أغسطس، الإنزال؛ 20 أغسطس، مسيرة ليلة ومعركة؛ 21 أغسطس، جني ثمار النصر». لقد وضع خطة بسيطة بتبجح وهي السير مباشرة على الشاطئ وعبر الدفاعات الأمريكية. خلفّ إيتشيكي حوالي 100 فرد كحرس للمؤخرة وسار غربًا مع 800 رجل من وحدته وأقام معسكرًا قبل الفجر على بعد حوالي 14 كم (8.7 ميلًا) شرق محيط لونغا. تلقت قوات مشاة البحرية الأمريكية في لونغا بوينت معلومات استخبارية تفيد بحدوث إنزال ياباني واتخذت إجراءاتها لمعرفة ماذا يدور هناك بالضبط.

## مقدمات المعركة

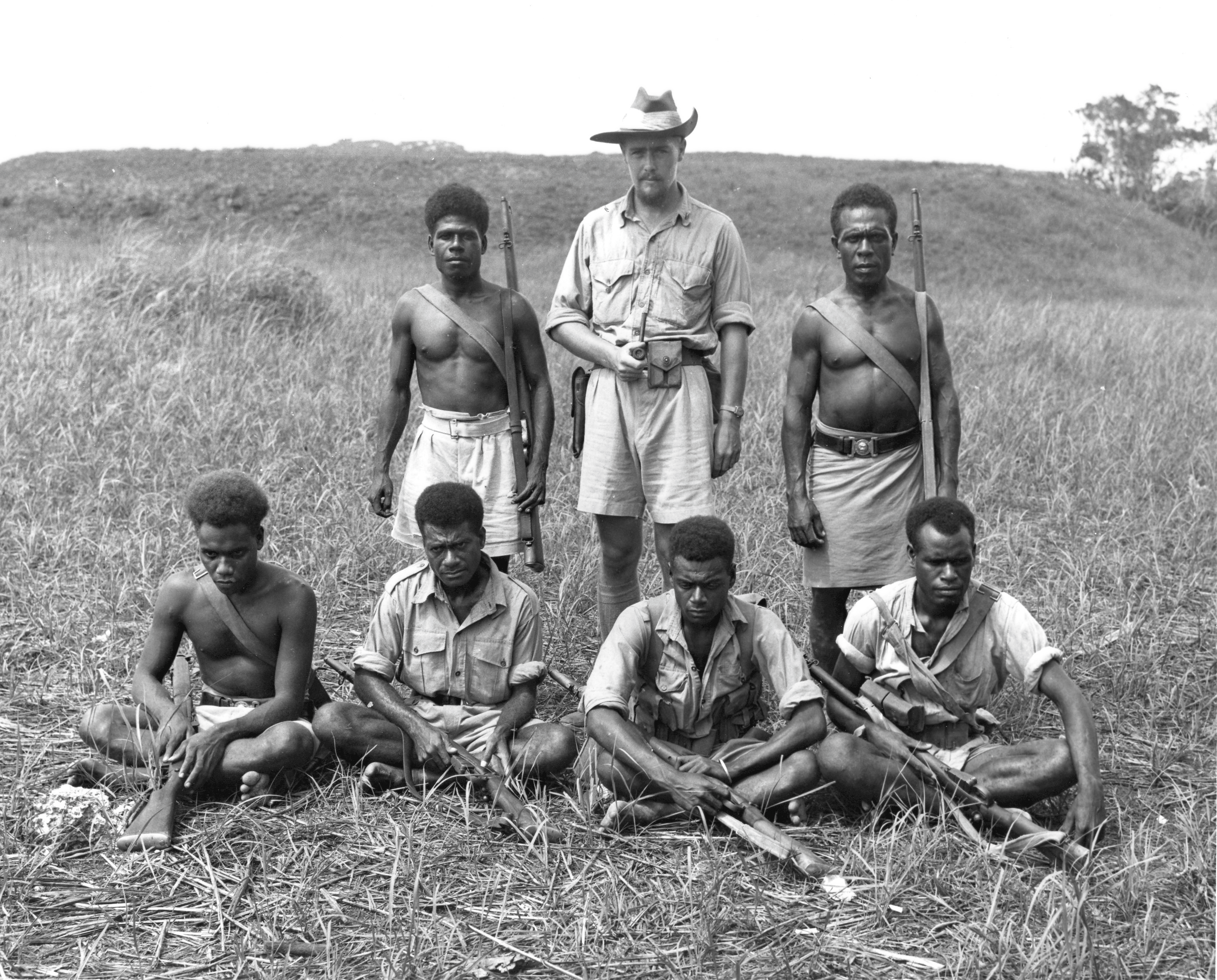
مارتن كليمنس (يقف في الوسط) مراقب السواحل وضابط مقاطعة محمية جزر سليمان البريطانية مع أفراد من قوة دفاع محمية جزر سليمان البريطانية، الذين عملوا كشافة ومرشدين لقوات الحلفاء طوال حملة غوادالكانال.

أشارت تقارير لدوريات سكان جزر سليمان، بما في ذلك تقرير الرقيب المتقاعد الرائد جيكوب سي. فوزا من شرطة محمية جزر سليمان البريطانية برئاسة مارتن كليمنس [الإنجليزية]، مراقب السواحل والضابط في قوة دفاع جزر سليمان البريطانية، جنبًا إلى جنب مع استخبارات الحلفاء من مصادر أخرى، إلى أن القوات اليابانية تتمركز شرق لونغا بوينت. توجهت دورية مشاة البحرية مؤلفة من 60 رجلاً وأربعة كشافة محليين، بقيادة نقيب مشاة البحرية تشارلز إتش. برش شرقًا من محيط لونغا في 19 أغسطس، لإجراء مزيد من التحريات.
في الوقت نفسه أرسل إيتشيكي إحدى دورياته من 38 رجلاً بقيادة ضابط اتصالاته لاستطلاع استعدادات قوات الحلفاء وإقامة قاعدة اتصالات متقدمة. شاهدت دورية برش الدورية اليابانية حوالي الساعة 12:00 يوم 19 أغسطس في كولي بوينت، ونصبت كمينًا لها مما أسفر عن مقتل جميع أفرادها باستثناء خمسة، تمكنوا من الفرار عائدين إلى تايفو. في حين تكبد مشاة البحرية ثلاثة قتلى وثلاثة جرحى.(6)

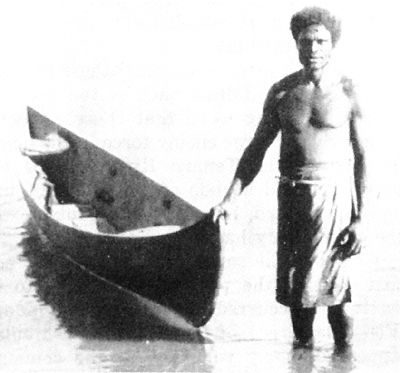
تعرض السير جيكوب فوزا للتعذيب وتركه آسروه اليابانيون للموت، لكنه تمكن من الفرار ونجح في تحذير مشاة البحرية من هجوم اليابانيين المفاجئ والوشيك قبل دقائق من وقوعه.

كشفت الوثائق التي عُثر عليها مع جثث بعض ضباط الدورية اليابانية أنهم يتبعون وحدة أكبر بكثير وأظهرت معلومات استخبارية مفصلة عن مواقع مشاة البحرية الأمريكية حول لونغا بوينت. لم توضح الوثائق بالتفصيل حجم القوة اليابانية أو ما إذا كان هناك هجومًا وشيكًا.
جهزت قوات مشاة البحرية الأمريكية في تلك الأثناء بإشراف اللواء فانديغريفت دفاعاتها على الجانب الشرقي من محيط لونغا توقعًا لهجوم من الشرق. تذكر العديد من مؤلفات التاريخ العسكري الرسمية للولايات المتحدة تمركز موقع الدفاعات الشرقية لمحيط لونغا على نهر تينارو [الإنجليزية]. ومع ذلك، كان نهر تينارو يقع في الواقع إلى الشرق. بينما كان النهر الذي يشكل الحد الشرقي لمحيط لونغا هو في الواقع نهر إيلو، الذي أطلق عليه مشاة البحرية اسم جدول القاطور وهي تسمية ذات خطأين، فلا يوجد سوى التماسيح (لا القواطير) في جزر سليمان، وكان «جدول» القاطور مجرد بحيرة مدية منفصلة عن المحيط بلسان رملي ضحل يبلغ عرضه حوالي 7 إلى 15 م (23 إلى 49 قدمًا) وطوله 30 م (98 قدمًا).
```
نشر العقيد 
كليفتون بي. كيتس
، قائد فوج مشاة البحرية الأول، كتيبته الأولى (بقيادة المقدم ليونارد بي. كريسويل) وكتيبته الثانية (بقيادة المقدم إدوين أيه. بولوك) على طول الجانب الغربي من جدول القاطور.
[
20
]
[
21
]
 كما نشر كيتس 100 رجل من كتيبة الأسلحة الخاصة الأولى بمدفعين مضادين للدبابات عيار 37 ملم ومزودين 
بقذائف أسطوانية
 
[الإنجليزية]
 للمساعدة بفاعلية في الدفاع عن اللسان الرملي لجدول القاطور.
[
22
]
 تمركزت مدفعية الفرق البحرية المسلحة بمدافع عيار 75 ملم و 105 ملم تجاه مواقع مستهدفة مسبقًا على الجانب الشرقي ومناطق الشريط الرملي في جدول القاطور وتمركز مراقبو المدفعية الأمامية في مواقع مشاة البحرية الأمامية.
[
23
]
 عمل المارينز طوال يوم 20 أغسطس على تجهيز دفاعاتهم قدر الإمكان قبل حلول الظلام.
[
20
]
```

أرسل إيتشيكي سرية بسرعة نحو الأمام فور علمه بإبادة دوريته لدفن الجثث وتبعها مع بقية قواته، حيث سار طوال ليلة 19 أغسطس وتوقف أخيرًا في الساعة 04:30 يوم 20 أغسطس على بعد أميال قليلة من مواقع مشاة البحرية الأمريكية على الجانب الشرقي من لونغا بوينت. وقد أعد قواته في هذا الموقع لمهاجمة مواقع الحلفاء في تلك الليلة.

## المعركة

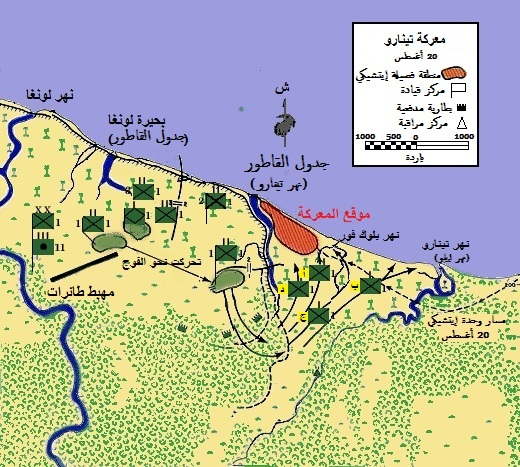
خريطة المعركة بتاريخ 21 أغسطس 1942.

وصل قوام قوات إيتشيكي الرئيسي إلى الضفة الشرقية لجدول القاطور بعد منتصف ليل 21 أغسطس بقليل، وفوجئ بمواجهة مواقع مشاة البحرية، حيث لم تكن تتوقع العثور على قوات أمريكية متمركزة في تلك المسافة من المطار. التقطت مواقع تنصت مشاة البحرية الأمريكية القريبة أصوات «قعقعة» وأصواتًا بشرية وأصواتاً أخرى قبل انسحابها إلى الضفة الغربية للجدول. فتحت قوة إيتشيكي النار بالرشاشات وقذائف الهاون في الساعة 01:30 على مواقع مشاة البحرية على الضفة الغربية للجدول واندفعت أول موجة قوامها قرابة 100 جندي عبر الشريط الرملي تجاه مشاة البحرية.
قتلت نيران رشاشات مشاة البحرية والقذائف الأسطوانية من المدافع عيار 37 ملم معظم الجنود اليابانيين في أثناء عبورهم الشريط الرملي. وصل عدد قليل من الجنود اليابانيين إلى مواقع مشاة البحرية واشتبكوا في قتال التحامي مع المدافعين واستولوا على عدد قليل من مواقع مشاة البحرية في الخطوط الأمامية. تسببت نيران المدافع الرشاشة والبنادق اليابانية من الجانب الشرقي من الجدول في مقتل العديد من مدفعجية رشاشات مشاة البحرية. بينما شنت سرية من مشاة البحرية كانت بالاحتياط خلف خط المواجهة مباشرة هجومًا وقتلت معظم الجنود اليابانيين المتبقين الذين اخترقوا دفاعات الخطوط الأمامية إن لم يكن كلهم وقُضي بذلك على هجوم إيتشيكي الأول بعد قرابة ساعة من انطلاقه.
هجمت موجة ثانية قوامها قرابة 150 إلى 200 جندي ياباني مجددًا عبر الشريط الرملي في الساعة 02:30، وقُضيّ عليها تمامًا مرة أخرى. نصح واحدٌ على الأقل من الضباط الإمبراطوريين الناجيين من هذا الهجوم إيشيكي بسحب قواته المتبقية، لكن إيتشيكي رفض القيام بذلك.
```

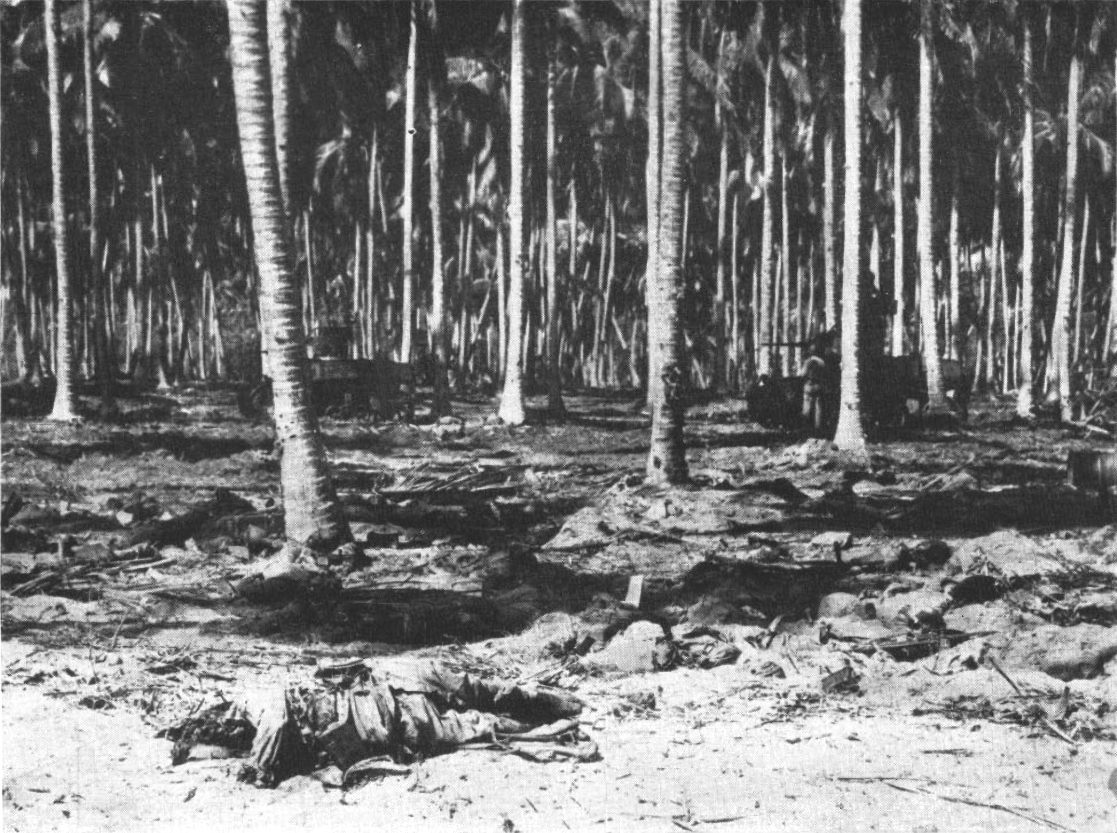
جنود يابانيون، قُتلوا أثناء مهاجمتهم مواقع مشاة البحرية الأمريكية وسقطوا قتلى في أيكة لجوز الهند في غواداكانال بعد معركة تينارو في 21 أغسطس 1942. تظهر في الخلفية دبابتان إم3 ستيوارت تابعتان لمشاة البحرية الأمريكية، السرية أ، كتيبة الدبابات الأولى واللتين شاركتا في المعركة في وقت لاحق بعد الظهر.

قصفت مدفعية الهاون اليابانية خطوط مشاة البحرية أثناء إعادة قوات إيتشيكي تنظيم صفوفها شرق الجدول.
[
31
]
 وردت قوات مشاة البحرية بقصف من المدفعية عيار 75 ملم وبقذائف الهاون على المناطق الواقعة شرق الجدول.
[
32
]
  هاجمت موجة أخرى من القوات اليابانية في حوالي الساعة 05:00، حاولت في هذه المرة تطويق مواقع مشاة البحرية عبر الخوض في أمواج المحيط ومهاجمة الشاطئ في منطقة الضفة الغربية من قاع الجدول. ردت قوات مشاة البحرية بنيران المدافع الرشاشة والمدفعية الثقيلة على طول منطقة شاطئ البحر، مما تسبب مرة أخرى في خسائر فادحة بين القوات المهاجمة لإيتشيكي، دفعتها للتخلي عن هجومها والانسحاب إلى الضفة الشرقية للجدول.
[
33
]
[
34
]
 خلال الساعتين التاليتين، تبادل الجانبان نيران البنادق والمدافع الرشاشة والمدفعية من مسافة قريبة عبر الشريط الرملي والجدول.
[
35
]
```

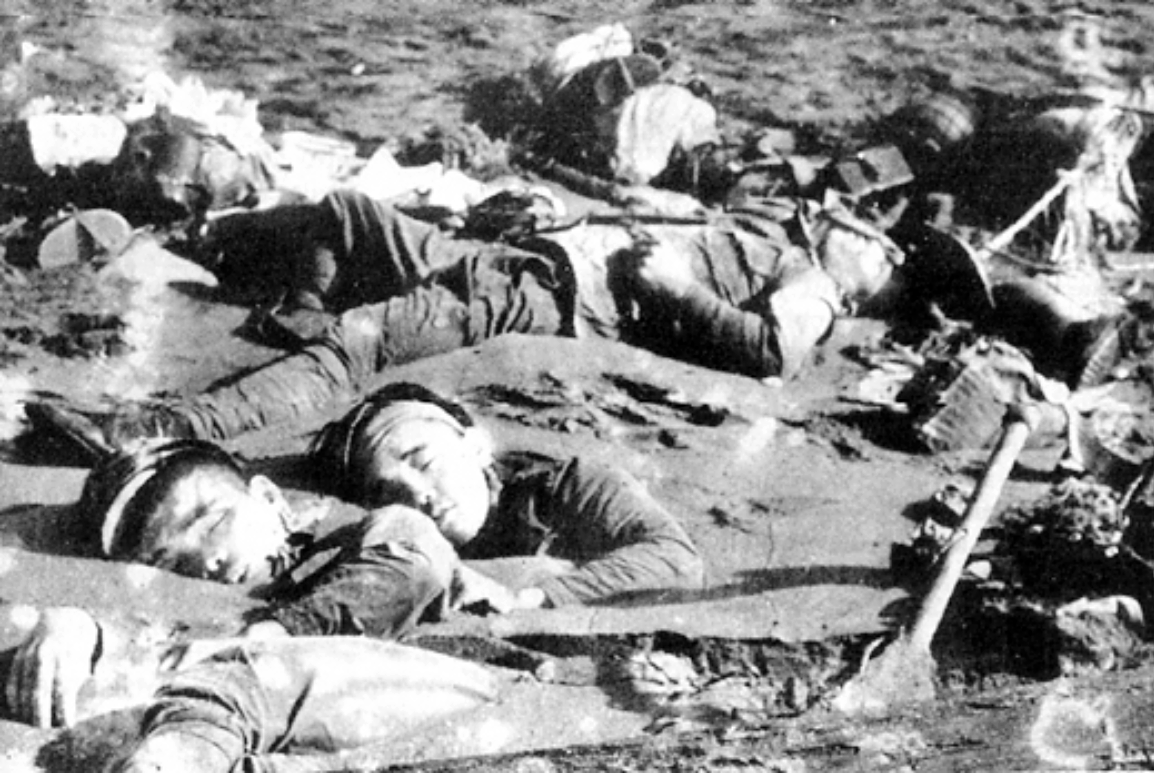
جنود قتلى من قوات إيتشيكي دفنوا جزئيًا في رمال جدول القاطور بعد المعركة.

ظلت قوات إيتشيكي في مكانها على الضفة الشرقية للجدول، على الرغم من الخسائر الفادحة التي لحقت بقواته، إما لأنها غير قادرة أو غير راغبة في الانسحاب. تباحث قادة وحدات مشاة البحرية الأمريكية في فجر يوم 21 أغسطس، حول أفضل السبل للمضي قدمًا وقرروا شن هجوم مضاد. عبرت الكتيبة الأولى (كتيبة مشاة البحرية الأولى) بقيادة كريسويل جدول القاطور من منطقة المعركة وطوقت قوات إيتشيكي من الجنوب والشرق وقطعت أي طريق عليها للانسحاب وبدأت في محاصرة قوات إيتشيكي في منطقة صغيرة في أيكة من أشجار جوز الهند على الضفة الشرقية للجدول.
قصفت طائرات أقلعّت من مطار هندرسون الجنود اليابانيين الذين حاولوا الهروب من الشاطئ وهاجمتهم أربع أو خمس دبابات من طراز إم3 ستيوارت عبرت الشريط الرملي إلى أيكة جوز الهند في وقت لاحق بعد الظهر. اجتاحت الدبابات أيكة جوز الهند بالمدافع الرشاشة وبنيران القذائف المدفعية وكذلك دهست أجساد أي جنود يابانيين قتلى أو أحياء من غير القادرين أو غير الراغبين في الابتعاد عن الطريق. كتب فانديغريفت بمجرد انتهاء هجوم الدبابات أن «مؤخرات الدبابات كانت أشبه بمفارم اللحم».
انتهت المقاومة اليابانية بحلول الساعة 17:00 يوم 21 أغسطس. قُتل العقيد إيتشيكي خلال المراحل الأخيرة من المعركة، أو ربما مارس طقوسًا انتحارية (سيبوكو) بعدها بوقت قصير، وفقًا لإحدى الروايات، عندما بدأ مشاة البحرية الفضوليين بالتجول بينما يتفحصون ساحة المعركة، أطلق بعض الجنود اليابانيين الجرحى النار عليهم، مما أسفر عن مقتل أو إصابة العديد من مشاة البحرية. بعد ذلك أطلق مشاة البحرية النار و/أو طعنوا بالسونكي أي جندي ياباني طرح أرضًا وبه حركة وعلى الرغم من أسر حوالي 15 جنديًا يابانيًا كانوا قد أُصيبوا أو فقدوا الوعي.(7) فقد هرب حوالي 30 من الجنود اليابانيين للانضمام إلى الصفوف الخلفية لفوجهم في تايفو بوينت.(8)

## نتائج المعركة
شكل الانتصار في معركة تينارو أهمية نفسية بالنسبة للولايات المتحدة وحلفائها، بعدما أدرك جنود الحلفاء عقب سلسلة من الهزائم على يد وحدات الجيش الياباني في جميع أنحاء المحيط الهادئ وشرق آسيا، أن بإمكانهم من الآن هزيمة الجيوش الإمبراطورية في معركة برية. شكلت المعركة سابقة أخرى ستستمر طوال الحرب في المحيط الهادئ، وهي إحجام الجنود اليابانيين المهزومين عن الاستسلام وإصرارهم مواصلة قتل جنود الحلفاء حتى عندما كان الجنود اليابانيون يحتضرون في ساحة المعركة. قال فانديغريفت بخصوص هذا الأمر: «لم أسمع أو أقرأ عن هذا النوع من القتال من قبل. هؤلاء القوم يرفضون الاستسلام. ينتظر جرحاهم حتى يأتي رجالنا لعلاجهم... فيفجرون أنفسهم ومن معهم إلى أشلاء بقنبلة يدوية.» يذكر روبرت ليكي [الإنجليزية]، وهو من قدامى المحاربين في غوادالكانال، تداعيات المعركة في كتابه خوذة بدلًا من وسادتي، «لقد قتل فوجنا ما يقرب من تسعمائة منهم. وكان معظمهم يرقد في مجموعات أو أكوام أمام حفرًا رملية خلفتها المدفعية، كأنهم لم يموتوا فرادى بل في مجموعات بينما كان يتنقل جامعو التذكارات بينهم وهم يشقون طريقهم بحذر خوفًا من الأفخاخ المتفجرة، بينما يجردون الجثث مما تملكه.»
كان للمعركة تأثير نفسي على الجنود الإمبراطوريين الذين آمنوا أن أرواحهم المتفوقة لا تقهر. وصل معظم الناجين من مفرزة إيتشيكي إلى نقطة تايفو بحلول 25 أغسطس وأخطروا رابول لاسلكيًا لإعلام مقر الجيش السابع عشر أن مفرزة إيتشيكي «قد أُبيدت تقريبًا في نقطة قريبة من المطار». شرع ضباط مقر الجيش الياباني في رد فعل مُنكر لهذه الأخبار في خطط لإرسال قوات إضافية إلى غوادالكانال لإعادة محاولة الاستيلاء على مطار هندرسون. وقع الهجوم الياباني الرئيسي التالي على محيط لونغا في معركة إديسون ريدج بعد حوالي ثلاثة أسابيع. في هذه المرة شاركت قوة أكبر بكثير مما دُفع بها في معركة تينارو.

## الاقتباس
شكلت معركة تينارو محورًا رئيسًا في فيلم السيرة الذاتية عن أل شميد، فخر مشاة البحرية [الإنجليزية] في 1945. فقد تحمل العريف في مشاة البحرية لي دايموند والجندي من الدرجة الأولى جون ريفرز والجندي شميدت العبء الأكبر في صد الهجوم الياباني. حيث تمكن ثلاثتهم من قتل 200 ياباني في المعركة. حصل الثلاثي على وسام صليب البحرية (ثاني أعلى وسام في أمريكا) لأفعالهم، لكنهم دفعوا ثمنها باهظاً. فقد خسر ريفرز حياته، بينما أصيب شميدت ودايموند بجروح رهيبة. خسر شميدت البصر بإحدى عينيه ولم يبق له إلا بصيصًا في الأخرى بعد انفجار قنبلة يدوية بالقرب منه. كما أصيب بالنيران في ذراعه في وقت مبكر من القتال، بينما تمزق ذراعا دايموند ويداه بنفس القنبلة التي أصابت شميدت بالعمى.
أصبحت المعركة في 2010 ذروة الحلقة الأولى من المسلسل القصير الهادئ الذي أخرجه ستيفن سبيلبرغ وتوم هانكس.

## الهوامش
1. كان هناك ما يقرب من 900 من مشاة البحرية في كل من الكتائب الثلاث المشاركة بالإضافة إلى قوات الدعم الإضافية مثل وحدة الأسلحة الخاصة ومدفعية الفرقة.
2. يقول سميث إن 38 قتلوا في المعركة بالإضافة إلى الثلاثة الذين قتلوا في دورية برش. بينما يقول فرانك إن 41 قتلوا في المعركة بالإضافة إلى الثلاثة الذين قتلوا في دورية برش.
3. يقول سميث إن 128 من أصل 917 جنديًا من النسق الأول قد نجوا، مما يعني أن 774 قُتلوا بعد طرح الخمسة عشر الذين أُسروا من إجمالي عدد المفقودين في المعركة. في حين يقول فرانك إن 777 قتلوا.
4. حَمَلّ فوج إيتشيكي اسم قائده وكان جزءًا من الفرقة السابعة من هوكايدو. أما فوج أوبا، الفرقة الثانية، فقد أخذ اسمه من قلعة أوبا في سنداي، لأن معظم الجنود في الفوج كانوا من محافظة مياغي. كُلفّ فوج إيتشيكي بغزو واحتلال جزر ميدواي، لكنه كان في طريق العودة إلى اليابان بعد إلغاء الغزو نتيجة الهزيمة اليابانية في معركة ميدواي. على الرغم من أن بعض التواريخ تشير إلى أن فوج إيتشيكي كان في ترّك، فإن رايزو تاناكا [الإنجليزية]، ذكر في كتاب إيفانز، أنه نقل فوج إيتشيكي إلى غوام بعد معركة ميدواي. وقد أبحر فوج إيتشيكي لاحقًا على متن سفن لنقله إلى مكان آخر ولكن مساره تغير إلى ترّك بعد إنزال الحلفاء في غوادالكانال.
5. كانت قوات النسق الأول مؤلفة أساسًا من الكتيبة الأولى، الفوج 28 التابعة للرائد كوراموتو وكان معظمهم من أساهيكاوا، هوكايدو. بينما تواجد حوالي 200 من أفراد البحرية الذين ساعدوا في إنزال قوات إيتشيكي من المدمرات في موقع للجيش الإمبراطوري في تايفو بوينت.
6. أُضيف عدد الجنود الأمريكيين واليابانيين الذين قتلوا في هذا الاشتباك إلى إجمالي القتلى في معركة تينارو. كان النقيب يوشيمي شيبويا هو قائد الدورية اليابانية. وقد توفي أحد الناجين اليابانيين الخمسة في وقت لاحق متأثرًا بجراحه في تايفو بوينت.
7. يذكر سميث أن معظم الناجين اليابانيين من المعركة أصروا على أن إيتشيكي قُتل في المعركة لا منتحرًًا. عقب المعركة، كان هناك ضابط ياباني جريح، تظاهر على ما يبدو بالموت، ثم أطلق النار بمسدس صغير وأصاب أحد أفراد مشاة البحرية بجروح خطيرة قبل أن يُقتل على يد جندي آخر من مشاة البحرية آخر، يُدعى آندي بوليني. يعتقد بوليني أن هذا الضابط هو إيتشيكي. وقد صرح فرانك أن وكالة الدفاع اليابانية الرسمية لتأريخ المعارك (سينشي سوشو) ذكرت أن إيتشيكي انتحر بطريقة السيبوكو. ومع ذلك، ذكرت إحدى شهادات الناجين اليابانيين أن إيتشيكي شوهد لآخر مرة وهو يتقدم نحو خطوط مشاة البحرية الأمريكية.
8. بالنظر إلى أن 100 جندي وضُعوا كحرس للمؤخرة مع نجاة 128 من الوحدة بعد المعركة، فهذا يعني أن حوالي 30 فروا من الاشتباك إلى منطقة الصفوف الخلفية.

### فهرس المراجع
1. ↑  Frank, Guadalcanal, pp. 147, 681.
2. ↑  Hogue, Pearl Harbor to Guadalcanal, pp. 235–236.
3. ↑  Morison, Struggle for Guadalcanal, pp. 14–15.
4. ↑  Zimmerman, The Guadalcanal Campaign, pp. 49–56.
5. ↑  Smith, Bloody Ridge, pp. 11, 16.
6. ↑  Shaw, First Offensive, p. 13.
7. ↑  Smith, Bloody Ridge, pp. 16–17.
8. ↑  Miller, The First Offensive, p. 96
9. ↑  Frank, Guadalcanal, pp. 143–144.
10. ↑  Evans, Japanese Navy, p. 161; Griffith, Battle for Guadalcanal, pp. 98–99; Smith, Bloody Ridge, p. 31.
11. ↑  Spector, Eagle Against the Sun, p. 496
12. ↑  Gilbert, Marine Tank Battles in The Pacific, p. 41
13. ↑  Griffith, Battle for Guadalcanal, pp. 99–100; Smith, Bloody Ridge, pp. 29, 43–44.
14. ↑  Frank, Guadalcanal, p. 148; Jersey, Hell's Islands, p. 205.
15. ↑  Zimmerman, The Guadalcanal Campaign, p. 62.
16. ↑  Toland, John (1970). The Rising Sun: The Decline and Fall of the Japanese Empire 1936-1945. New York: Random House. ص. 366.
17. ↑  Zimmerman, The Guadalcanal Campaign, p. 62
18. ↑  Frank, Guadalcanal, p. 149.
19. ↑  Frank, Guadalcanal, p. 150.
20. 1 2  Hammel, Carrier Clash, p. 135.
21. ↑  Zimmerman, The Guadalcanal Campaign, p. 67.
22. ↑  Frank, Guadalcanal, p. 151
23. ↑  Griffith, Battle for Guadalcanal, p. 102.
24. ↑  Frank, Guadalcanal, pp. 149, 151; Smith, Bloody Ridge, p. 48.
25. ↑  Smith, Bloody Ridge, p. 58.
26. ↑  Griffith, Battle for Guadalcanal, p. 102; Hough, Pearl Harbor to Guadalcanal, p. 290; Smith, Bloody Ridge, pp. 58–59.
27. ↑  Jersey, Hell's Islands, p. 210; Hammel, Carrier Clash, p. 137.
28. ↑  Zimmerman, The Guadalcanal Campaign, p. 68.
29. ↑  Frank, Guadalcanal, p. 153.
30. ↑  Smith, Bloody Ridge, pp. 62–63.
31. ↑  Griffith, Battle for Guadalcanal, p. 103.
32. ↑  Frank, Guadalcanal, p. 153; Smith, Bloody Ridge, p. 63.
33. ↑  Griffith, Battle for Guadalcanal, pp. 103–104.
34. ↑  Hammel, Carrier Clash, p. 141.
35. 1 2  Zimmerman, The Guadalcanal Campaign, p. 69.
36. ↑  Frank, Guadalcanal, p. 154; Smith, Bloody Ridge, p. 66.
37. ↑  Hough, Pearl Harbor to Guadalcanal, p. 290.
38. ↑  Gilbert, Marine Tank Battles, pp. 42–43; Griffith, Battle for Guadalcanal, p. 106; Jersey, Hell's Islands, p. 212; Smith, Bloody Ridge, p. 66.
39. ↑  Frank, Guadalcanal, p. 157.
40. ↑  Griffith, Battle for Guadalcanal, p. 107
41. ↑  Leckie, Helmet For My Pillow, pp. 84–85
42. ↑  Frank, Guadalcanal, p. 158; Smith, Bloody Ridge, p. 74.
43. ↑  Frank, Guadalcanal, p. 245
44. ↑  Mark DiIonno (21 فبراير 2010). "HBO series illuminates N.J. Marine's book on World War II experience". NJ.com. مؤرشف من الأصل في 2010-04-29. اطلع عليه بتاريخ 2010-03-16.
45. ↑  Frank, Richard (أبريل 2010). "The Actors' Experience in The Pacific". Naval History Magazine. U.S. Naval Institute. ج. 24 رقم  2. مؤرشف من الأصل في 2022-02-12. اطلع عليه بتاريخ 2021-04-08.
46. ↑  Smith, Bloody Ridge، صفحة 14–15.
47. ↑  Jersey, Hell's Islands، صفحة 209.
48. ↑  Smith, Bloody Ridge, p. 71
49. 1 2  Frank, Guadalcanal, pp. 156, 681
50. ↑  Smith, Bloody Ridge, p. 73
51. ↑  Rottman, Japanese Army, p. 52
52. ↑  Frank, Guadalcanal, pp. 141–143; Smith, Bloody Ridge, p. 88; Evans, Japanese Navy, p. 158
53. ↑  Evans, Japanese Navy, p. 161.; Frank, Guadalcanal, p. 145.; Jersey, Hell's Islands, p. 204, 212.; Morison, Struggle for Guadalcanal, p. 70.; Smith, Bloody Ridge, p. 43
54. ↑  Griffith, Battle for Guadalcanal, p. 100; Jersey, Hell's Islands, p. 205; Smith, Bloody Ridge, p. 47.
55. ↑  Smith, Bloody Ridge, pp. 71–72
56. ↑  Frank, Guadalcanal, p. 156
57. ↑  Hough, Pearl Harbor to Guadalcanal, p. 291; Smith, Bloody Ridge, pp. 43, 73

### معلومات المراجع كاملة
- Evans، David C. (1986). "The Struggle for Guadalcanal". The Japanese Navy in World War II: In the Words of Former Japanese Naval Officers (ط. 2nd). Annapolis, Maryland: Naval Institute Press. ISBN:0-87021-316-4.
- Frank، Richard (1990). Guadalcanal: The Definitive Account of the Landmark Battle. New York: Random House. ISBN:0-394-58875-4.
- Gilbert، Oscar E. (2001). Marine Tank Battles in the Pacific. Da Capo. ISBN:1-58097-050-8.
- Griffith، Samuel B. (1963). The Battle for Guadalcanal. Champaign, Illinois, US: University of Illinois Press. ISBN:0-252-06891-2.
- Hammel، Eric (1999). Carrier Clash: The Invasion of Guadalcanal & The Battle of the Eastern Solomons August 1942. St. Paul, MN, USA: Zenith Press. ISBN:0-7603-2052-7.
- Hough، Frank O.؛ Ludwig, Verle E.؛ Shaw, Henry I., Jr. "Pearl Harbor to Guadalcanal". History of U.S. Marine Corps Operations in World War II. مؤرشف من الأصل في 2006-06-27. اطلع عليه بتاريخ 2006-05-16.{{استشهاد ويب}}:  صيانة الاستشهاد: أسماء متعددة: قائمة المؤلفين (link)
- Jersey، Stanley Coleman (2008). Hell's Islands: The Untold Story of Guadalcanal. كوليج ستيشن: Texas A&M University Press. ISBN:978-1-58544-616-2.
- Leckie، Robert (2001). Helmet for My Pillow (ط. reissue). ibooks, Inc. ISBN:1-59687-092-3. First-person account of the battle by a member of the 1st Marine Regiment. الهادئ the HBO miniseries is based in part on Helmet for My Pillow
- Miller، John Jr. (1995) [1949]. Guadalcanal: The First Offensive. United States Army in World War II. مركز التاريخ العسكري لجيش الولايات المتحدة. مؤرشف من الأصل في 2007-12-25. اطلع عليه بتاريخ 2006-07-04.
- Morison، Samuel Eliot (1958). The Struggle for Guadalcanal, August 1942 – February 1943, vol. 5 of History of United States Naval Operations in World War II. Boston: Little, Brown and Company. ISBN:0-316-58305-7.
- Rottman، Gordon L. (2005). Japanese Army in World War II: The South Pacific and New Guinea, 1942–43. Dr. Duncan Anderson (consultant editor). Oxford and New York: Osprey. ISBN:1-84176-870-7.
- Shaw، Henry I. (1992). "First Offensive: The Marine Campaign For Guadalcanal". Marines in World War II Commemorative Series. مؤرشف من الأصل في 2006-06-14. اطلع عليه بتاريخ 2006-07-25.
- Smith، Michael T. (2000). Bloody Ridge: The Battle That Saved Guadalcanal. New York: Pocket. ISBN:0-7434-6321-8.
- Zimmerman، John L. (1949). "The Guadalcanal Campaign". Marines in World War II Historical Monograph. مؤرشف من الأصل في 2006-06-19. اطلع عليه بتاريخ 2006-07-04.

## للمزيد من القراءة
- Bartsch، William H. (2014). Victory Fever on Guadalcanal. Texas A&M University Press. ISBN:978-1623491840.
- Richter، Don (1992). Where the Sun Stood Still: The Untold Story of Sir Jacob Vouza and the Guadalcanal Campaign. Toucan. ISBN:0-9611696-3-X.
- Tregaskis، Richard (1943). Guadalcanal Diary. Random House. ISBN:0-679-64023-1.

## وصلات خارجية
- Anderson، Charles R. (1993). Guadalcanal. The U.S. Army Campaigns of World War II. مركز التاريخ العسكري لجيش الولايات المتحدة. مؤرشف من الأصل في 2007-12-20. اطلع عليه بتاريخ 2006-07-09.
- Cagney، James (2005). "The Battle for Guadalcanal". HistoryAnimated.com. مؤرشف من الأصل (javascript) في 2012-05-26. اطلع عليه بتاريخ 2006-05-17. – Interactive animation of the battle
- Chen، C. Peter (2004–2006). "Guadalcanal Campaign". World War II Database. مؤرشف من الأصل في 2023-04-08. اطلع عليه بتاريخ 2006-05-17.
- Donahue, James (1942). www.guadalcanaljournal.net Guadalcanal Journal: A Personal History of the Battle for Guadalcanal نسخة محفوظة 24 ديسمبر 2019 على موقع واي باك مشين.
- Flahavin، Peter (2004). "Guadalcanal Battle Sites, 1942–2004". مؤرشف من الأصل في 2023-03-24. اطلع عليه بتاريخ 2006-08-02. – Web site with many pictures of Guadalcanal battle sites from 1942 and how they look now.